# Mário Marques (político)
Mário Pereira Marques Filho, também conhecido como Mário Marques, (Nova Iguaçu, 10 de abril de 1940 — Rio de Janeiro, 2 de maio de 2019) foi um político brasileiro com base eleitoral no município de Nova Iguaçu (Rio de Janeiro).

## Biografia
Foi sete vezes vereador do município, sendo presidente da Câmara Municipal entre 1999 e 2000. Foi eleito como vice-prefeito na chapa do candidato à reeleição Nelson Bornier, em 2000. Assumiu a prefeitura do município após a renúncia de Bornier, em 5 de abril de 2002. Candidatou-se à reeleição em 2004, sendo derrotado por Lindberg Farias. Em 2006, foi eleito deputado estadual do Rio de Janeiro pelo PSDB. Foi também o presidente da Comissão da Criança, adolescente e Idoso da Assembleia Legislativa do Rio de Janeiro (ALERJ).

## Morte
Morreu no Rio de Janeiro, aos 79 anos, em decorrência de um câncer. Ele estava internado no Hospital Unimed na Barra da Tijuca para o tratamento da doença.